# Оборона Веприка
Оборо́на Ве́прика (24 декабря 1708 года [4 января] 1709 года — 7 [18] января 1709 года) произошла в ходе Северной войны во время похода шведского короля Карла XII на Россию. После неоднократных предложений о капитуляции, отвергнутых гарнизоном, шведская армия под личным руководством короля 6 [17] января 1709 года пошла на штурм. Русский гарнизон вместе с казаками и местными малороссийскими жителями отразил все атаки противника, нанеся ему значительный урон, однако исчерпав почти весь боезапас, вынужден был принять очередное предложение о капитуляции и «сдался на аккорд».

## Предпосылки

### Поход шведской армии
По завершении в 1706 году Польской кампании ситуация для России складывалась не лучшим образом. Бывшие её союзники Саксония и Датско-норвежская уния вышли из войны, а гетман Мазепа перешёл на сторону Карла XII. В Константинополе уже шли переговоры о военном союзе Османской империи и Швеции против России. У султана Ахмеда III появлялась возможность вернуть Азов, а крымские татары уже готовились к масштабному набегу на русские земли. Между тем Карл XII весь 1707 год простоял в Саксонии, приводя в порядок свою армию, и в январе следующего 1708 года двинулся на Россию. Пётр I пытался начать мирные переговоры с Карлом, идя на различные уступки, в частности оставляя Ингерманландию, однако Карл решительно отверг все мирные предложения. Шведский король намеревался, разгромив русскую армию и низвергнув Петра, захватить Москву, после чего все приобретённые Россией территории в Прибалтике можно было бы вернуть без излишней борьбы.
28 января (8 февраля) 1708 года Карл XII занял Гродно. По мере дальнейшего продвижения шведской армии по белорусским землям местное население прятало съестные припасы в различных тайниках или зарывало в землю, однако шведы, уже наученные предыдущими кампаниями, зачастую быстро раскрывали «схроны». Движение шведской армии сопровождалось налётами на неё иррегулярной конницы и кратковременными столкновениями с отступающими русскими частями, а местные крестьяне производили расправы над отстающими шведскими солдатами. Чтобы не допустить шведов к Днепру, часть русской армии заняла позиции у Головчины, но там же 3 (14) июля она потерпела поражение от шведской армии, после чего Карл занял Могилёв, где дал своим войскам отдых в ожидании корпуса генерала Левенгаупта, получившего распоряжение идти на соединение с главными силами.
Не дождавшись прибытия корпуса Левенгаупта, о местоположении которого Карл не имел точного представления (все гонцы Левенгаупта были перехвачены русской кавалерией), король в начале августа продолжил своё движение на Москву через Северские земли. Дальнейшие события не благоприятствовали шведской армии. 30 августа (10) сентября у с. Доброго Пётр 1 разбил отряд генерала Рооса, а 28 сентября (9 октября) в битве при Лесной нанёс сокрушительное поражение корпусу Левенгаупта, что в значительной степени подняло боевой дух в рядах русской армии. Донские и большая часть малороссийских казаков отказались переходить с Мазепой на сторону шведского короля и явились к царю. Между тем основные силы шведской армии на определённой дистанции «сопровождались» русскими частями: впереди, предшествуя шведам, двигался летучий корпус драгун генерал-майора Инфланда, уничтожая по пути всё, что могло принести пользу неприятелю; слева параллельно шведам шли главные силы русских под командованием генерал-фельдмаршала Шереметева, прикрывая русские рубежи; в тылу за арьергардом шведов действовали драгуны генерал-поручика Баура. Шведская армия стала испытывать крайний недостаток в провианте. Обоз с ним и боеприпасами из 8 тыс. телег, сопровождавшийся Левенгауптом, был захвачен русскими, а провиант, обещанный Мазепой, был уничтожен русскими драгунами. 24 октября (4 ноября) Карл соединился с Мазепой, который повёл его в свою столицу ― «богатый» Батурин, но 2 (13) ноября генерал князь Меншиков разорил и сжёг Батурин дотла, вывезя из него все орудия и боеприпасы.
Соединившись с остатками корпуса Левенгаупта, Карл 17 (28) ноября вошёл в Ромны и следом занял Лохвицы. 18 (29) ноября Мазепа вошёл в Гадяч, а 19 (30) ноября он вместе со шведскими частями предпринял попытку захватить Веприк, но получив отпор, вынужден был отступить обратно к Гадячу. Шведская армия в районе трёх пунктов (Ромнах, Гадячах и Лохвицах) встала на зимние квартиры. Одновременно с этим русская армия остановились у Лебедина и оттуда рассредоточилась вокруг зимних квартир шведов (в Веприке, Миргороде, Полтаве и Нежине), за исключением линии Днепра. Полковник Келин с 5-ю батальонами занял Полтаву.

### Положение дел на Северщине

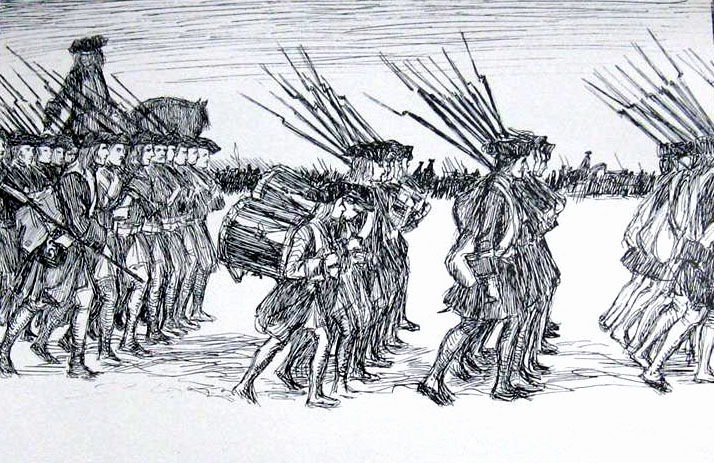
Шведская армия в походе. Иллюстрация А. Эдельфельта

Во время своей зимней стоянки на Северщине шведская армия стала испытывать тяжелейшие трудности. Русские систематически производили налёты на её аванпосты. Кроме того, зима (1708/09), как на Северщине, так и во всей Европе, была особенно морозной и опускалась до −40 °C и ниже. По словам участника того похода лейтенанта Лица, птицы падали, замерзая на лету (также в русских источниках: «…птицы на воздухе мерли»). «Трескучий мороз» наносил обеим армиям бо́льший людской урон, чем они несли в боевых столкновениях, однако если русская армия на своей земле могла пополняться новыми рекрутами, то шведская армия на чужой земле этой возможности не имела (за незначительным исключением возможностей Мазепы).
7 (18) декабря значительная часть русской армии выступила к Веприку, чтобы оттуда двинуться на Гадяч. Получив эти известия, Карл на следующий день выступил к последнему из Ромен. Подойдя к городу, Карл расположил свою армию в степи, чтобы внезапно ударить по русским, когда они пойдут на штурм города. Однако русские только сожгли палисад и предместье Гадяча, после чего, забрав весь имевшийся там запас фуража, отступили обратно к Веприку, а на следующий день вернулись в Лебедин. Тем временем генерал-аншеф барон Алларт занял оставленные Карлом Ромны, небольшой шведский гарнизон которого при подходе русских войск бежал в сторону Гадяча. Простояв 2 суток в степи и не дождавшись штурма, Карл ввёл войска в город. Во время этих действий морозы особенно усилились. С русской стороны «150 человек ознобили руки и ноги и несколько десятков померло». Однако более ужасающие потери понесла шведская армия. Во время 56-километрового марша от Ромен до Гадяча шведы устилали дорогу окоченевшими трупами своих солдат и лошадей, а по прибытии на место ⅓ армии не могла найти кров, так как в городской замок помещались только больные и раненые, а почти всё предместье было накануне выжжено русскими. Те, кто не вмещались в какую-нибудь хату или землянку, оставались ночевать под открытым небом, в результате чего сотни солдат погибали от мороза. Фельдшеры круглосуточно занимались ампутацией обмороженных конечностей. За время похода на Гадяч и 4-дневной стоянки в нём шведы из-за сильнейших морозов потеряли 3―4 тыс. человек.
Между тем русские продолжали тревожить шведов своими налётами. Многие из последних с обмороженными конечностями, не имея возможности сопротивляться, попадали в плен. Важнейшим форпостом для подобных налётов служил Веприк, который, кроме того, находился на пути предстоящего следования шведской армии. Чтобы оттеснить русскую армию за Псёл и Ворсклу, шведская армия 23 декабря 1708 (3) января 1709 года выступила из Гадяча на Веприк.

## Веприк
В то время Веприк являлся небольшим сотенным пунктом (полуселом-полугородком) Гадячского казачьего полка. Его население не превышало 1500 человек. Периметр защитного ограждения ― 3 тыс. метров. Веприк не имел сложных фортификационных сооружений: он был обнесён четырёхугольным земляным валом 6―8 метров высотой и частоколом на нём из сосновых брёвен, а также рвом глубиной до 1,5 метров, который к тому времени был уже завален снегом. Для обороны городок не имел ни бастионов, ни блокгаузов. Хаты внутри городка были покрыты соломой.
По своему местоположению Веприк в некоторой степени имел важное стратегическое значение. Это подтверждается тем, что сам Пётр I пять раз бывал в нём, осматривая местность. Кроме того, царь ещё в декабре распорядился доставить в Веприк провиант «безотложно на 2 месяца, чтоб было у них».

## Силы сторон

### Шведская армия
С первого дня осады (24 декабря 1708 (4) января 1709 года) блокаду Веприка осуществляли Скараборгский и Уппландский пехотные полки под командованием полковников графа фон К. О. фон Шперлинга и Г. Ф. де Фритцке, а также 2 драгунских кавалерийских полка.
В штурме 6 (17) января принимали участие (включая задействованный резерв) подразделения — Скараборгского, Уппландского, Вестманландского, Крунубергского, Йёнчёпингского, Эстергётландского, Нёрке-Вермландского и Далекарлийского (Дальского) пехотных полков, а также два спешенных драгунских полка, один из которых состоял из 10 рот вербованных немецких драгун.
Штурм предполагался с трёх сторон. Двумя боковыми колоннами, состоящими из пехотных частей, руководили полковники Шперлинг и Фритцке. Средней колонной, состоящей из спешенных драгун, командовали генерал-майор Мейерфельд и полковник барон фон Альбедиль под общим руководством последнего. Артиллерия состояла из 4 батарей по 5 орудий в каждой. Общее число штурмующих, по разным данным, было от 3000 до 3500 человек при 20 орудиях.

### Русский гарнизон
Гарнизон Веприка состоял из Переяславского пехотного полка (2 батальона), одного батальона Ивангородского пехотного полка, около сотни драгун (общее число пехоты и драгун — 1100 чел.), 400 казаков Харьковского полка и 3 полковых орудий.
Активное участие в отбитии штурма принимали жители Веприка и окрестных сёл Бобрика и Роменчика. Местные малоросские казаки и крестьяне были вооружены самодельными шашками и пиками.
Комендантом Веприка на тот момент являлся командир Переяславского полка полковник В. Ю. Фермор (шотландец по происхождению). Его заместителем был командир батальона Ивангородского полка подполковник С. Я. Юрлов.

## Осада

### Сидение
24 декабря (4) января шведская армия приблизилась к окрестностям Веприка. В то время под ним находились драгунские полки генерал-лейтенанта Ренне. Ввиду сильных морозов последний не стал выставлять дальних караулов, однако пикет харьковских казаков обнаружил движение неприятеля и успел вовремя поднять тревогу, после чего казаки с сотней драгун вошли в веприковскую крепость, а Ренне с остальными драгунами спешно стал отступать к Лебедину. Карл, оставив для осады Веприка 2 пехотных и 3 кавалерийских полка, обошёл его и принялся преследовать отступающих русских. Однако ввиду всё тех же морозов через 2 дня Карл остановил преследование и повернул армию к Веприку и Зенькову. В последнем с основными силами остановился сам Карл.
Ещё до подхода шведской армии солдаты гарнизона успели соорудить по углам частокола площадки для 3 имевшихся у них полковых орудий. Местные жители нарастили валы хворостом и в течение суток обливали их водой, в результате чего вал был покрыт толстой коркой льда. Ворота были завалены мешками с землёй и зерном. Карл вначале отдал приказ гвардии атаковать укрепления Веприка, однако из-за отсутствия штурмовых лестниц и топоров для разлома ворот решил временно ограничиться осадой. Вскоре Карл послал полковника графа Я. фон Шперлинга предложить коменданту городка сдаться и заявить, что «в противном случае, город будет взят приступом, гарнизон истреблён, а он повешен на воротах». Комендант ответил отказом, лояльно ссылаясь на то, что король, уважая храбрость, не станет в случае победы так жестоко поступать «…ибо, по повелению Царя, он [Фермор] должен защищаться до последней возможности».

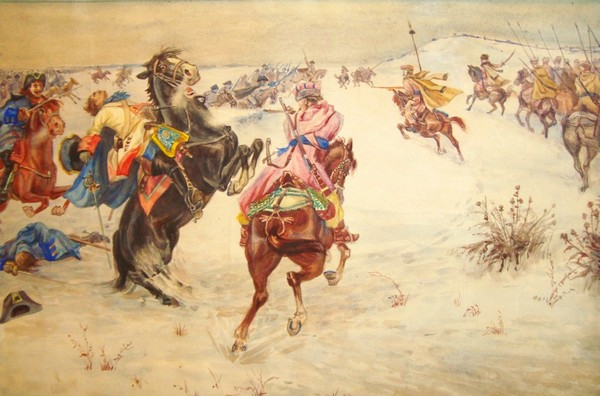
Бой казаков Харьковского полка со шведами под Веприком. Худ А. Шаховцов

Между тем веприковское сидение не было пассивным. Вплоть до 5 (16) января (то есть до прибытия под него короля со значительными силами) гарнизон ежедневно выходил из укрепления и производил атаки на шведские подразделения. Дело однажды дошло до того, что, как писал генерал Левенгаупт, — казаки, вышедшие из Веприка, чуть не захватили его в плен, когда он обогревался в одной из окрестных хат.
Комендант городка полковник Фермор через лазутчиков отправил царю, находившемуся на тот момент в Сумах, подробное донесение об осадном положении. 2 (13) января Пётр в ответ также тайно отправил Фермору записку:

К коменданту Веприка Вильяму Фермору.
«Господин полковник.
Письмо Ваше и ведомости о неприятеле получил, на которое ответствую, что вам, будучи в фартеции [укреплении] в городке Веприковском, поступать по пунктам, каковы Вы имеете, понеже неприятель частью войска вам ничего учинить не может, а ежели б всею армеею стал к вам приступать, тогда мы вас не оставим и всею армиею будем секуровать [помогать]».— Из Сум генваря 2-го 1709-го.
На следующий день в Сумах, где на тот момент находился главный штаб русской армии, был разработан план, согласно которому к Веприку должно было прибыть подкрепление, под прикрытием которого гарнизону следовало, взяв с собой только ружья и пушки, покинуть Веприк. Записка с данным предписанием была отправлена Фермору 3 (14) января. Однако отряд, высланный на выручку веприковскому гарнизону, был остановлен у Опошни генералом Дюккером. При попытке пробиться к Веприку 6 (17)―7 (18) января русский отряд потерпел поражение и был отброшен обратно.

### Подготовка к штурму
Решив покончить с затянувшимся сопротивлением маленького городка, находившегося внутри расположений шведской армии, Карл XII 5 (16) января 1709 года с фельдмаршалом графом Реншильдом, Лифляндским драгунским полком фон Шрейтерфельда и артиллерией выступил из Зенькова к Веприку. К штурму Веприка король готовился не один день, так как ещё со 2 (13) января по его приказу солдаты начали сколачивать штурмовые лестницы, а рекогносцировать подступы к крепости были направлены генерал-майор Штакельберг и полковник Далекарлийского (Дальского) пехотного полка фон Сигрот. На момент выступления уже был разработан подробный план штурма, составленный самим королём.
6 (17) января в 11.30 Реншильд послал артиллерии майора Юлленграната к коменданту Фермору с повторным требованием, чтобы тот капитулировал. Фермор, вероятно желая протянуть время до подхода обещанной помощи, просил дать ему 1,5 часа на размышление, после чего пожелал говорить только с фельдмаршалом. Однако король потребовал от коменданта немедленной сдачи. Фермор на этот раз ответил, что он «ни при каких обстоятельствах не сдастся без сопротивления».
Перед штурмом Карл дал Реншильду прочесть составленную им (Карлом) диспозицию. Фельдмаршал заметил, что этим должен заниматься не король, а генерал-квартирмейстер Гилленкрок. Карл ответил, что: «Это не осада, но приступ. Мы сами распорядимся им». Однако Реншильд настоял на том, чтобы с данной диспозицией ознакомился и Гилленкрок. В присутствии короля фельдмаршал зачитал её генерал-квартирмейстеру, и последний ответил, что в диспозиции, в общем, ничего менять не надо, но заметил, что, так как штурм будет происходить в светлое время суток, то под огнём неприятеля, люди, несущие лестницы, могут не дойти до вала. Во избежание этого Гилленкрок предложил изготовить мобильные фашинные мантелеты (переносные щиты). На это король ответил:

«Такие затеи не нужны, потому что орудия будут обстреливать вал. В полдень последует приступ, и вы увидите, как быстро ворвутся солдаты в Веприк».— Записки шведского генерал-лейтенанта барона А. Гилленкрока о походах короля Карла XII (1707—1709)

### Штурм
6 (17) января 1709 года согласно составленной королём диспозиции шведская армия выстроилась в 3 штурмовых колонны (по 600 человек в каждой). За ними были установлены 4 батареи (по 5 орудий в каждой). В полдень, вслед за артподготовкой, одновременно были пущены три ракеты, как сигнал к атаке с трёх сторон, и колонны бросились на штурм. Шведская артиллерия продолжала вести интенсивный огонь поверх валов, однако защитники Веприка, не покидая валганга, открыли залповый огонь по атакующим. Шведы с самого начала атаки стали нести тяжёлые потери. Руководитель штурма генерал-майор Штакельберг был ранен в ногу.
Средняя колонна Альбедиля из спешенных драгун стремительным броском значительно опередила обременённые ноской лестниц фланговые колонны и, несмотря на тяжелейшие потери, сумела достичь ворот и даже частично их проломить. Однако на этот участок тут же устремилась значительная часть гарнизона. Шквальным огнём атакующие были отброшены, при этом у ворот погиб капитан немецких драгун граф Э. Гюлленштольпе.
С не менее тяжёлыми потерями продвигались и боковые колонны. Стрелки гарнизона метким прицельным огнём в первую очередь поражали офицеров и солдат, несущих осадные лестницы по 8―10 человек каждую. Вместо погибших лестницы подхватывали следующие. В самом начале атаки погиб полковник Шперлинг, а его колонна была большей частью истреблена, так и не дойдя до рва. Реншильд поскакал к резерву, чтобы отдать драгунам распоряжение приблизиться к валу и открыть огонь по защитникам, однако на пути он был сбит с коня артгранатой, получив контузию в правый бок. Вскоре его подобрали и тут же отправили в Гадяч.
Подобно другим высшим офицерским чинам, в начале штурма был убит полковник Фритцке, руководивший одной из боковых колонн. Карл тут же заменил его полковником К. Шперлингом, однако вскоре и он получил смертельное ранение. Между тем до рва сумели донести всего две лестницы, которые при этом оказались короткими.
В течение 5 часов Карл трижды бросал на штурм всё новые подразделения. Значительное число атакующих погибали от огня стрелков и артиллерии веприковского гарнизона, так и не дойдя до русских укреплений. Те же солдаты, которые сумели добежать до вала, не имея возможности взобраться по его ледяной поверхности, скатывались вниз и жались к подножию вала, стараясь спастись от стрелков гарнизона в мёртвой зоне. В то же время жители Веприка сбрасывали на шведов брёвна и камни, лили горячие смолу и кулеш, сваренный из специально подобранных ингредиентов для долгого его остывания на морозе. В некоторых местах шведам всё-таки удалось взобраться по лестницам на верхушку вала, где они тут же были изрублены, а их тела сброшены вниз. Дополнительный урон шведам наносила их же артиллерия. Ядра рикошетом отскакивали от ледяной корки вала и вместе с осколками льда поражали своих же солдат. Впрочем, в результате попадания нескольких артгранат загорелась одна из построек и было подбито одно из орудий гарнизона. На помощь штурмующим была брошена находившаяся в резерве кавалерия лифляндского адельсфана, которая приблизившись к крепости, стала обстреливать её защитников. Ответным огнём последние отогнали шведских всадников, а остатки пехоты под шквальным огнём отступили от Веприка. Тяжело раненные шведские солдаты, не в силах выползти изо рвов, погибали от мороза.

### Капитуляция
После окончания неудачных штурмов Карл направил к коменданту капитана, который от имени фельдмаршала Реншильда предлагал Фермору временное перемирие и просил дать возможность подобрать убитых и раненных. После этого Карл вечером того же дня вновь выстроил в боевой порядок свою армию и отдал распоряжение генералу Левенгаупту отправить к коменданту Веприка от своего имени офицера с предложением сдаться военнопленным, при этом дав гарантию, что «все могут надеяться на хорошее обращение и на сохранение своего имущества», то есть сдачи «на аккорд». В противном случае велел передать, что «мы ночью опять будем штурмовать, непременно возьмём город, и тогда не будет никому пощады».
У гарнизона к тому времени был израсходован почти весь запас пороха и оставалось не более 1000 патронов на весь гарнизон. Фермор провёл Военный совет, на котором было принято решение капитулировать. По словам Гилленкрока, комендант ответил Карлу, что «Если бы Его Величество сделал это предложение при самом начале, то он тотчас же и охотно согласился бы быть его пленником». Ночью над Веприком под шамад (барабанный бой как сигнал о сдаче) был поднят белый флаг, а вслед за этим был сдан первый пост и отправлены в шведский лагерь двое заложников.
Утром 7 (18) января русский гарнизон вышел из городка и сложил оружие. Несмотря на то, что, как говорил Гилленкроку канцлер Пипер ― «король был очень опечален несчастливым сражением при Веприке», Карл не нарушил условий капитуляции. Фермору и Юрлову было позволено оставить их шпаги и пистолеты при себе, а каждому военнопленному солдату, кроме сохранения их багажа в знак уважения к их храбрости было выдано по 10 польских злотых. На следующий день военнопленные были переправлены в Зеньков, где они были размещены по хорошим квартирам. Наблюдение за пленными и ответственность за их продовольственным обеспечением были возложены на полковника Ранка.
Иная участь ожидала местных малороссов. Король передал их гетману Мазепе в качестве его подданных. Посол синода евангелическо-лютеранской церкви пастор Крман, находившийся на тот момент при Карле XII, писал, что король оказал всем «московитским» солдатам милость. Что касается пленных крестьян, то Крман писал:

«… гетман же Мазепа посадил нескольких своих подданных в ямы и уморил голодом. Некоторые победители рубили мечами женщин, которые поливали атакующих шведов кипятком и поражали камнями».
Оригинальный текст (лат.)«… at dux Mazeppa subditos suos foveis injectos, aliquot fame necavit. In mulieres etiam quae fervidam aquam et lapides in Suecos assultantes effuderant, gladiis saeviebant victores quidam».— Itinerarium (Cestovný denník z rokov 1708—1709), D. Krman

## Потери

### Шведские
При штурме Веприка шведская армия понесла тяжелейшие потери, причём высок был процент потерь из офицерского состава. Шведский историк А. Стилле констатировал:
Потери при штурме Веприка можно сравнить с потерями в большом сражении. Особенно печально для шведов было, что они потеряли при этом цвет своего офицерства…
Оригинальный текст (швед.)Förlusten vid stormningen af Veprik kunde jämställas med den i en formlig batalj, och särskildt sorgligt var, att man förlorat så många framstående officerare…— A. G. Stille «Carl XII:s fälttagsplaner 1707—1709» 
Численный же показатель потерь, в частности относительно погибших, в разных первоисточниках варьируется от 200 до 1500 человек.
По шведским данным (первоисточники из шведской армии):
- Прусский подполковник барон фон Силтманн, находившийся в шведской армии в качестве наблюдателя, в своём дневнике исчисляет шведские потери в 200 убитых и 1000 раненых[39].
- Гвардейский капеллан Й. Нордберг[швед.] ― 400 убитых и 700 раненых[40][39].
- Словацкий посол, находившийся в то время при Карле XII, пастор Д. Крман писал, что шведов пало около 500 человек[41].
- Армейский капеллан С. Агрелл[швед.] в своём дневнике писал, что кроме многих офицеров при штурме погибло около 900 нижних чинов и много было ранено[42].
- генерал-квартирмейстер А. Гилленкрок писал, что было убито более 1000 человек, и много ранено[43].

По русским данным (из первоисточников):
- По показаниям шведских пленных, их армия при штурме потеряла убитыми 3 полковника, 43 обер-офицера и 1200 рядовых «кроме раненых, которых в Гадяч отвезли»[44][45].
- Граф Г. Головкин в своём письме князю В. Долгорукому от 12 января 1709 года писал, что по сообщению 7 шведских унтер-офицеров они потеряли при штурме Веприка 1500 убитыми и около 2000 ранеными[46].

В других первоисточниках:
- Современник тех событий хронист Г. Лимьерс сообщает, что шведские потери составляли одними убитыми более 1200 человек[47].
- Наиболее подробные сведения о потерях шведской армии 6 января под Веприком приводил в своём докладе от 2 февраля 1709 года английский посол в Москве барон Ч. Уитворт. Используя разносторонние источники, он насчитывал одними убитыми 1410 человек[21]:

Убиты:
- 4 полковника;
- 2 подполковника;
- 3 майора;
- 7 капитанов;
- 9 поручиков и прапорщиков;
- 1385 нижних чинов.

Ранены:
- фельдмаршал Реншёльд (контузия);
- принц Вюртембергский (контузия);
- генерал-майор Штакельберг;
- 20―30 других офицеров;
- около 1000 нижних чинов.

Те же разночтения присутствуют и в позднейших исследованиях, ссылающихся на какой-либо один из первоисточников:
| Источник             | Год  | Потери |
| -------------------- | ---- | --- |
| Бергманн, В.         | 1833 | убитыми — 3 полковника, 3 подполковника, несколько обер-офицеров, около 1200 нижних чинов; ранеными — 2000 человек |
| Голиков И. И.        | 1837 | убитыми 3 полковника, 43 обер-офицера, 1200 нижних чинов (не считая раненых)                                       |
| Полевой Н. А.        | 1843 | убитыми и ранеными 40 офицеров и 1200 нижних чинов                                                                 |
| Fryxell A.           | 1856 | около 1000 человек                                                                                                 |
| Соловьёв С. М.       | 1866 | 46 офицеров и более 1000 нижних чинов                                                                              |
| Гудим-Левкович П. К. | 1893 | около 1000 человек                                                                                                 |
| Nyström A. K.        | 1901 | убитыми около 1000                                                                                                 |
| «Nordisk familjebok» | 1921 | убитыми 200 и ранеными 1000                                                                                        |
| Шутой В. Ю.          | 1951 | свыше 2000 человек                                                                                                 |
| Порфирьев Е. И.      | 1952 | около 1000 человек                                                                                                 |
| Бескровный Л. Г.     | 1958 | убитыми свыше 2000 солдат и офицеров                                                                               |
| Ростунов И. И.       | 1987 | около 2000 солдат и большое количество офицеров                                                                    |
| Konstam A.           | 1994 | убитыми 400 и ранеными 600                                                                                         |
| Шефов Н. А.          | 2002 | более 1000 человек                                                                                                 |
| Григорьев Б. Н.      | 2006 | убитыми около 400 и ранеными 600                                                                                   |
| Артамонов В. А.      | 2009 | убитыми и ранеными 4000 человек                                                                                    |

### Русские
По шведским данным, потери русского гарнизона составляли 175 убитыми (из них 8 офицеров) и 150 ранеными.
По русским данным, гарнизон потерял убитыми 3 капитанов, 2 поручиков, 2 прапорщиков и 167 солдат; ранеными ― 150 солдат.
Численность сдавшихся в плен в разных источниках имеет большой разброс. Так Нордберг сообщает, что в плен сдались ― «комендант, 2 полковника, 2 майора, 30 других офицеров, 1900 солдат, 100 драгун и 400 крестьян; 4 пушки и всё вооружение гарнизона». Однако эти сведения ставятся под сомнение, так как упоминаемых Нордбергом 2 полковников, кроме коменданта упоминаемого отдельно, в Веприке не было, а подполковник (тоже единственный в гарнизоне, то есть Юрлов) вовсе не упомянут. Также явно завышено число солдат (1900), коего не было при начале осады. Вызывает вопрос о числе захваченных орудий (4), ― при обороне их было 3, одно из которых было подбито.
По сообщению Уитворта, солдат было пленено 896 человек.
2 уцелевших орудия вошли в состав шведского артиллерийского парка.

## Последствия
10 (21) января по приказу короля команда из 150 человек под руководством майора Видемейера сожгла Веприк дотла. Местные жители, оборонявшие Веприк, были заключены Мазепой в погребах и подвалах зеньковского замка. Большая часть из них погибла от голода и холода, и лишь некоторое время спустя выжившие заключённые были выпущены Мазепой на свободу. Русские пленные были переправлены в Старые Санжары, и Карл намеревался начать с Петром переговоры об обмене пленными, но начавшиеся вскоре активные боевые действия со стороны русской армии заставили короля отказаться от переговоров.
Падение Веприка особо взволновало Петра I. 12 (23) января он направил всем комендантам крепостей распоряжение о заготовке провианта как минимум на 4 месяца, а также предписывал «… ежели неприятель будет ваш город атаковать, то, с помощью божьей, бороться до последнего человека и ни на какой аккорд с неприятелем никогда не вступать под смертной казнью». В своём письме А. Меншикову от 1 февраля Пётр в отношении Ахтырки предписывал, что если неприятель намерится её осаждать, то немедленно выжечь всё предместье, по скрипту: «… дабы не так стало, как в Веприке».

## Освобождение пленных (Старые Санжары)
Находившийся в плену вместе с бывшим гарнизоном подполковник Юрлов через шпионов наладил связь с русским командованием и успешно скоординировал его действия по отбитию у шведов Старых Санжар. 11 (22) июня генерал-лейтенант Генскин с 2500 драгун, Астраханским пехотным полком (1000―1200 чел.) и несколькими сотнями запорожских казаков внезапно появился у села. Комендант шведского лагеря (3500 чел.) генерал-майор Круз решил покинуть Старые Санжары, приказав предварительно истребить пленных, как ненужную обузу. Шведские караульные принялись колоть пленных штыками, последние же, сорвав оковы и, «употребя оные вместо оружия», а также «дубьём и кольем и что могли в руки получить и великое число неприятелей побили», тем самым также содействовали атаке Генскина. Шведы успели истребить 147 русских пленных, однако в результате стремительной атаки Генскина и активных действий «бывших» военнопленных после 2-часового упорного боя шведский гарнизон обратился в бегство. При этом, как отмечал граф Г. Головкин в своей реляции послу в Дании князю В. Долгорукому, «на поле и в городе более 1000 неприятельского трупу сочтено, кроме что в погоне от наших казаков побито».
В результате этих действий было освобождено 1270 военнопленных, подавляющую часть которых составлял бывший веприковский гарнизон. Юрлову было присвоено звание полковника. Однако Переяславский полк, вероятно за капитуляцию, был расформирован.

## Значение
Остаётся до конца неясным, какой ближайшей целью руководствовался Карл XII, выдвигая свою армию на Веприк. Известно, что генерал-квартирмейстер Гилленкрок пробовал остановить Карла, указывая на то, что «армия на этом походе, при чрезвычайной стуже, может подвергнуться большому несчастию…» и советовал временно вернуться на прежние позиции. Его мнение поддерживал и фельдмаршал граф Реншильд, однако Карл возразил: «Нет! этого я никогда не сделаю», и штабные офицеры вынуждены были подчиниться «железной воле» короля.
По мнению С. Ф. Платонова, Карл, пройдя линию р. Псла, далее намеревался вести наступление в сторону Москвы по Саадашному шляху. Однако за время осады его армией Веприка тот шлях был прочно занят русской армией. Ввиду этого Карлу пришлось идти в обход (слева) позиций русской армии, рассчитывая, завладев Белгородом, плотно стать на Муравском шляхе, откуда «открывалась способная дорога к Москве».
Что касается глобального изменения планов короля, то шведский историк А. Г. Стилле писал: «Всё наступление шведов было остановлено. О причинах этого нет никаких свидетельств, но их следует искать в результатах штурма Веприка и в произведённом им впечатлении». Подобного мнения придерживались и ряд российских историков. Так, по мнению военного аналитика А. А. Керсновского, «геройское сопротивление импровизированной крепостцы Веприк (в конце концов, взятой) нарушило все расчеты шведов и сорвало их манёвр». Е. В. Тарле также считал, что изменить свои планы короля заставило именно «отчаянное сопротивление в лежавшем по дороге Веприке». Также Тарле отмечал, что «Несколько сотен русских и украинцев … оказали громадную услугу русскому делу».
Главное значение героической защиты Веприка состояло в том, что она задержала наступление шведской армии и нанесла большие потери противнику.— «Письма и бумаги Петра Великого» Т. 9, В. 2, № 3559 

## Предание
Существует предание, что накануне капитуляции часть гарнизона (большей частью из казаков) покинула крепость (предположительно через подземный ход), и под предводительством некоего Масюка (позже по документам Масюкова) активно действовала против шведских войск у них в тылу. После этого Масюков был произведён Петром I в офицеры и пожалован в дворяне, а также получил земельным пожалованием с. Бобрик.

## Память

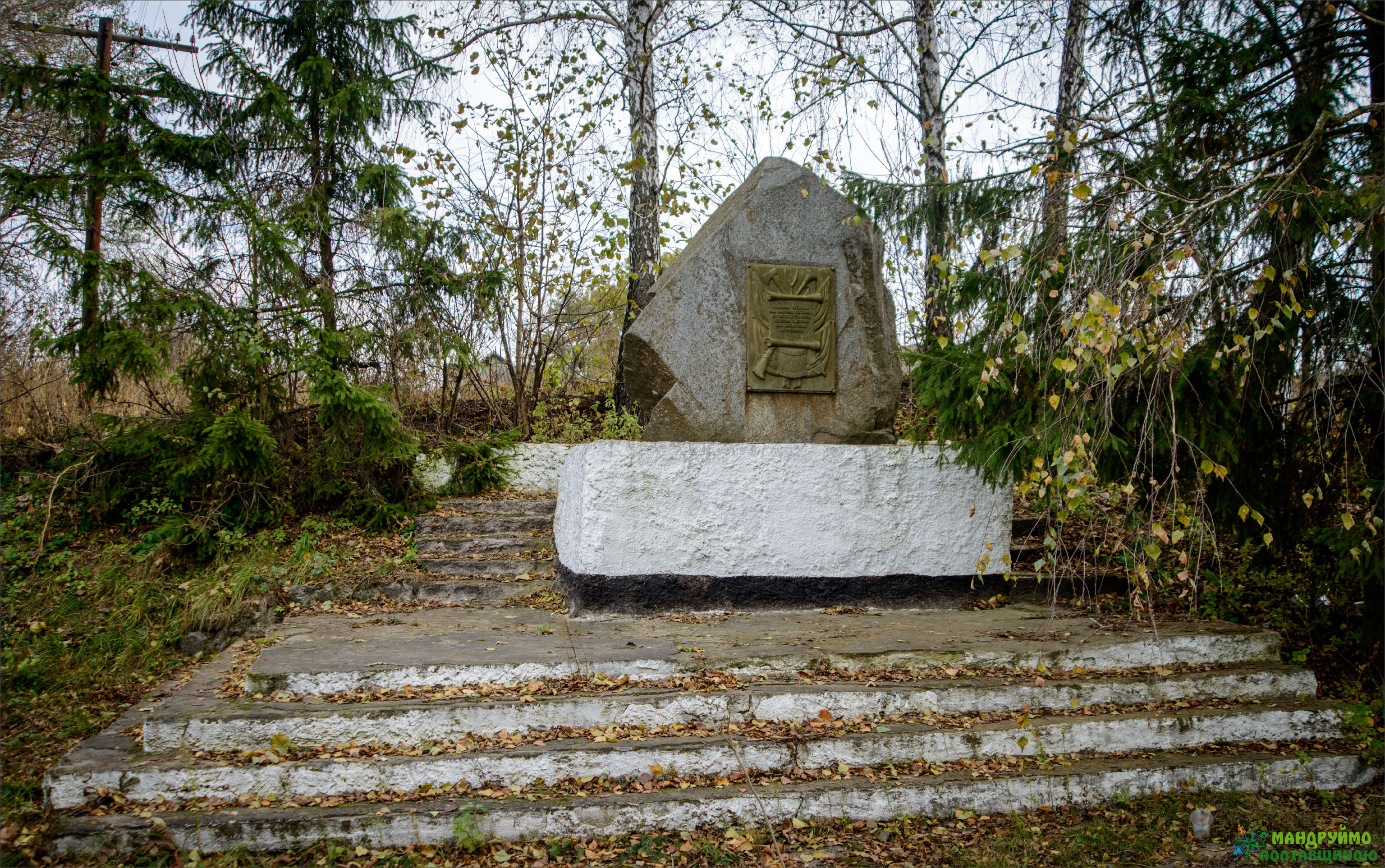
Памятный знак в честь 275-летия обороны Веприка

В 1984 году в честь 275-й годовщины героической обороны Веприка на месте бывшего оборонительного вала был сооружён небольшой памятник в виде камня с чугунной табличкой в честь обороны русскими солдатами и казаками Веприка от шведов в войне 1708—1709 годов. Однако после распада СССР памятник пришёл в запустение.
27 декабря 2008 года в Веприк прибыли активисты «Русской общины Полтавской области», «Союза верных казаков» и «Православного братства Александра Невского». В первую очередь активисты расчистили памятник от снега и бытового мусора. На памятник были повязаны георгиевские ленточки, возложены венок и цветы, и проведён небольшой митинг. Председатель «Русской общины Полтавской области» Виктор Шестаков заявил, что данная акция имеет цель «почтить память героев и прервать полосу исторического забвения». Председатель правления всеукраинской общественной организации «Русское содружество» Сергей Проваторов вручил ему почётную грамоту Правительственной комиссии РФ по делам соотечественников. Историк и писатель Юрий Погода отметил:
В Веприке была подготовлена Полтавская победа и окончательно развеян миф о непобедимости шведов.
С особым интересом и благодарностью к активистам отнеслись жители села.

## Комментарии
1. ↑  Мазепа смог привести к королю всего 3―4 тыс. сердюков[8].
2. ↑  Точное число жителей Веприка на момент осады неизвестно. Согласно переписи 1654 года в нём проживало 1508 жителей (из них 700 казаков). Однако в 1658 году городок был разграблен и сожжён крымскими татарами, приведёнными гетманом Выговским[20]. Казаки, отказавшиеся служить гетману «изменнику» перешли в московское войско царя Алексея Михайловича, а оставшиеся жители были переселены гетманом на правый берег Днепра[21].
3. ↑  Погибшие при штурме Веприка шведские офицеры были перевезены в Гадяч и там похоронены[14].
4. ↑  А. К. Нистрём там же сообщает:

«Было подсчитано, что число их [шведов], принявших смерть в Гадяче и Веприке, по крайней мере достигает 4000, но, возможно, и 7000 человек».
Оригинальный текст (швед.)«Man har beräknat, att antalet af dem som vid Hadjacz och Weprik lidit döden, till minst 4,000, men kanske 7,000».— Nyström A. K. «Striderna om östra Europa mellan Ryssland, Polen och Sverge från äldsta tider till våra dagar»[50].
5. ↑  2 трофейных орудия 30 июня того же года были отбиты в Переволочне[14].